# Bernat Bosch i Bastardes
Bernat Bosch i Bastardes (nascut a Barcelona) és un entrenador i exjugador d'hoquei patins català, que entrena al Seccions Deportives Espanyol des de la temporada 2017-2018.
Com a entrenador ha desenvolupat la seva carrera esportiva en clubs com l'Andorra HC, el CHP Bigues i Riells, el CE Arenys de Munt o el SD Espanyol, així com al capdavant de la selecció andorrana. Amb aquesta darrera fou entrenador entre 2004 i 2007 i obtingué bons resultats com ara la medalla de bronze al Campionat del Món "B" de 2004 disputat a Macau, el 12è lloc al Campionat del Món «A» de 2005 disputat a la ciutat de San José (Califòrnia), o la participació al Campionat d'Europa de 2006 disputat a Monza (ciutat d'Itàlia).

## Palmarès com a entrenador
Andorra HC
- Subcampionat de Lliga de 1a Catalana - amb ascens- (2004/05)

CH Vila-seca
- 1 Lliga Nacional Catalana - amb ascens - (2009/10)
- 1 Copa Nacional Catalana (2009/10)

CHP Bigues i Riells
- 1 Lliga de 1a Catalana - amb ascens- (2011/12)
- Subcampionat de Copa de 1a Catalana (2011/12)

SD Espanyol
- 1 Lliga de 2a Catalana - amb ascens - (2017/18)
- 1 Copa de 2a Catalana (2017/18)
- 1 Lliga de 1ª Catalana - amb ascens - (2019/20)

Selecció andorrana
- Medalla de bronze al Campionat del Món "B" d'hoquei patins masculí 2004.[5]